# Bob la Jocurile Olimpice de iarnă din 2018
Probele sportive de bob la Jocurile Olimpice de iarnă din 2018 se desfășoară în perioada 9-25 februarie 2018 la Pyeongchang, Coreea de Sud, la Alpensia Sliding Centre.

## Sumar medalii

### Clasament pe țări
| Loc | Țară                             | Aur | Argint | Bronz | Total |
| --- | -------------------------------- | --- | ------ | ----- | ----- |
| 1   | Germania (GER)                   | 2   | 0      | 0     | 2     |
| 2   | Canada (CAN)                     | 1   | 0      | 1     | 2     |
| 3   | Statele Unite ale Americii (USA) | 0   | 1      | 0     | 1     |
| 4   | Letonia (LAT)                    | 0   | 0      | 1     | 1     |
|     | Total                            | 3   | 1      | 2     | 6     |

### Probe sportive
| Probă sportivă         | Aur | Aur     | Argint                                                                            | Argint            | Bronz                                              | Bronz             |
| Dublu masculin detalii | Canada (CAN) · Justin Kripps · Alexander Kopacz · Germania (GER) · Francesco Friedrich · Thorsten Margis | 3:16,86 | Nu a fost acordat                                                                 | Nu a fost acordat | Letonia (LAT) · Oskars Melbārdis · Jānis Strenga   | 3:16,91           |
| Patru masculin detalii | Germania (GER) · Francesco Friedrich · Candy Bauer · Martin Grothkopp · Thorsten Margis                  | 3:15,85 | Germania (GER) · Nico Walther · Kevin Kuske · Alexander Rödiger · Eric Franke     | 3:16,38           | Nu a fost acordat                                  | Nu a fost acordat |
| Patru masculin detalii | Germania (GER) · Francesco Friedrich · Candy Bauer · Martin Grothkopp · Thorsten Margis                  | 3:15,85 | Coreea de Sud (KOR) · Won Yun-jong · Jun Jung-lin · Seo Young-woo · Kim Dong-hyun | 3:16,38           | Nu a fost acordat                                  | Nu a fost acordat |
| Dublu feminin detalii  | Germania (GER) · Mariama Jamanka · Lisa Buckwitz                                                         | 3:22,45 | Statele Unite ale Americii (USA) · Elana Meyers Taylor · Lauren Gibbs             | 3:22,52           | Canada (CAN) · Kaillie Humphries · Phylicia George | 3:22,89           |